# Lymantria grandis
Lymantria grandis är en fjärilsart som beskrevs av Walker 1855. Lymantria grandis ingår i släktet Lymantria och familjen tofsspinnare. Inga underarter finns listade i Catalogue of Life.